# 常世ノ塔
『常世ノ塔』（トコヨノトウ、英題：TOKOYO: The Tower of Perpetuity）は、日本のゲーム制作サークル「//commentout」が開発しPLAYISMより2022年6月2日に発売された2Dアクションゲーム。

## 概要
価値ある魂を呼び寄せるという塔「常世ノ塔」のもとにやってきた異世界のキャラクターたちが塔を攻略して元の世界へ帰還することを目指すという作品。塔の内部は現実世界の24時間ごとにサーバー上で自動生成されて構造やギミックが変化し、プレイヤーはこの1日限定のダンジョンで他のプレイヤーたちと競い合いながらランキングのトップを目指すことになる。
Nintendo Switch版のレーティングは、発売された2022年6月2日時点では「IARC 3+（3歳以上対象）」だったが、その後レーティング変更の対応のために6月22日より販売が一時的に停止し、6月24日に販売が再開された際にはレーティングが「IARC 12+（12歳以上対象）」となり「性的ほのめかし」の判定を受けている。発売元のPLAYISMは、ローディング画面の一部が軽度なセクシャル表現としてとらえられたと認識しており、一方で他の部分にはそうした要素は元々なく再公開後も変わりがないとしている。
欧米では、RED ART GAMESよりNintendo Switchパッケージ版が2024年1月19日に発売された。

## システム
複数の階層で構成された塔を登っていき、50Fに到達することが目的となる。前述のように塔の内部が24時間ごとに変化するというローグライクゲームのような形式になっているが、さらに、途中の8Fと25Fにある「白い死神」と「黒い悪魔」の像のどちらを選択したかにより以降のルートが分岐する。16F、34F、48Fではボス戦が行われ、ゲームの進行状況によっては50Fでもボス戦となる。
操作するキャラクターは、後述のプレイアブルキャラクターとカスタムキャラクターの中から選ぶ。基本的なアクションとして左右の移動と2段ジャンプを行う。一般的なアクションゲームにおける通常攻撃に該当するものはなく、敵からの攻撃を回避しながら攻略していくのが基本となる。一方で、時間経過とともにスキルゲージが溜まっていき、これが満タンになった時、キャラクター固有の攻撃スキルを発動させることができる。
1つの階層を抜けて次の階層に移るとスコアが加算される。このスコアは、階層内に配置されているコインの取得状況やダメージを受けたか否かなどが考慮され、上層の階ほど高い倍率が掛けられる。
9F、17F、26F、35Fの拠点ではアイテムを提供する建物があり、HPが50回復する「ぽかぽかミルク」、HPが35回復しHP上限が10アップする「のうこうソフト」、HPが30回復しスキルゲージが溜まる時間を1.5秒早くする「メロンフロート」のうち1つを選ぶことができる。
10F以降では「カルマ」のゲージが時間経過とともに減少していき、0になると敵キャラクター「デモンズヘッド」が現れて操作キャラクターを追跡し攻撃してくる。カルマのゲージは次の階層に移ると回復する。
HPが0になった際、アイテムのこんぺいとうを所持している場合は、これを使用するとスコアが0になることと引き換えにその場で復活できる。こんぺいとうを使用しない場合や所持していない場合はゲームオーバーとなるが、この際、プレイヤーは画面に表示される3つの今際のメッセージの中から1つを選択し、ゲームオーバーとなった場所には墓が建てられる。これは本作の「ゆるいソーシャル機能」として実装されているもので、他のプレイヤーが墓の場所を訪れるとメッセージを閲覧でき、墓の前には墓の主が最後に所持していたアーティファクト（能力強化アイテム）が置かれている。
ゲームオーバー後、または塔をクリアした後にはスコアランキングが表示される。ランキングの内容は24時間ごとにリセットされる。

## キャラクター
プレイアブルキャラクターとカスタムキャラクターの多くは、様々な作者のものを基にしている。

### プレイアブルキャラクター
ココア（作者：さえばし）
魔族の王国ククで働くメイド長の少年。
お転婆な魔王の少女エルロアによるいたずらや姉のルアルアの散らかし癖に日々苦悩しており、気分転換を望んでいる中、ある晩に眠りにつくと常世ノ塔の前に立っていた。
ゲームの初回起動時のチュートリアルや2回目以降の起動直後にはココアを操作することになる。
攻撃スキルは、周囲でナイフを回転させる。
なお、ココアは「//commentout」が以前にリリースしたゲームソフト『魔界フロンティア！』にも登場している。
シッポ・デテール（作者：ナツ〆ネコ）
怪獣王の力を受け継ぐ「ヒトドラゴン」の少女。
自身の体の小ささにより内に秘めた強大な力を制御できず、その影響で風邪のような症状に悩まされている。意識が朦朧とする中でいつの間にか常世ノ塔がある荒野に迷い込む。
攻撃スキルは、遠距離まで届く横方向のレーザーを発射する。
カナエ（作者：特急みかん）
自律型清掃ロボット。フルネームは「クローバード・カナエリア」。
ごみに覆われた近未来の世界で日々清掃活動を行っていたが、ある時、辺りを包む光化学スモッグを抜けると常世ノ塔に辿り着く。
攻撃スキルは、中距離の前方と上下方向に火炎を放射する。
菊理（くくり、作者：廻）
日本の戦国時代で暗躍する魍魎たちと戦う飯綱（いづな、妖狐の一種）のくノ一の少女。
魍魎の根城に潜入して得た情報を持ち帰る途上で深い霧に入り込み、そこには常世ノ塔がそびえたっていた。
攻撃スキルは、敵を追尾する十字手裏剣を大量に放出する。
なお、作者の廻は、本作に登場する菊理と外見および出自が異なる同名異人の菊理を別に描いているが、本作の菊理は「忍菊理（しのびくくり）」と呼び区別している。
忌火（いみび、作者：ジジ）
現代の「ナガノケン」で暮らす、1000歳を超える妖狐の少女。
妖狐一族に伝わる温泉を目指す途中で濃霧に包まれ、霧が晴れると常世ノ塔が現れる。
攻撃スキルは、自身の周囲に表示される正方形のエリアに入った敵を自動的に剣で攻撃する。
Steamの早期アクセス版をリリースした2020年11月7日時点ではMODのキャラクターの扱いだったが、2021年2月16日配信のVer0.3アップデートより正式に実装された。

### カスタムキャラクター
上記のプレイアブルキャラクターのグラフィックを差し替える公式MODとして以下のキャラクターを選択できる。なお、ランキングでは元になったキャラクターのグラフィックが表示される。
このほか、Steam版では任意のキャラクターのスキンやカットイン画像、ストーリー、台詞を読み込んでゲーム内に反映させることができる。
セデト（作者：Sedeto）
フランスのイラストレーターであるSedetoが用いているアバターで、オタク系のフランス人少女。
新作同人誌の制作中に疲れ果ててこたつで眠りにつき、目を覚ますと、常世ノ塔がある見覚えのない世界にいた。
ダイアン（作者：Richard Lems）
ゲーム好きなコスプレイヤーの少女。
常世ノ塔に登りたいというダイアンのコメントを聞いたPLAYISMから、ゲームソフト『マイティ・グース』の主人公マイティ・グースが装着しているマイティ・アーマーが届き、ダイアンはこれを着て塔に挑む。
なお、『マイティ・グース』はRichard Lemsが開発したゲームソフトで、PLAYISMが発売元を担当している。
魔王マグロナ
VTuber。
新発売のゲームのプレイ動画を配信するためにゲーム機の電源を入れるがなかなか起動せず悪戦苦闘していると、突然画面が激しく光り、目を開けると常世ノ塔があった。
眠気（作者：モタ）
猫系種族の少女。
穏やかな気候の中で眠さを感じながら散歩していると「すごく楽しい→」と書かれた立て看板を発見し、矢印の方角にある常世ノ塔へ気ままに向かう。
ノズ（作者：Paroro）
暗殺者ウサギの少女。
ナイフのような光り輝く尖ったものの収集を好んでいるが、ある夜に見覚えのない常世ノ塔を発見し、収集欲に駆られて探索を行うことになる。
マルフーシャ（作者：hinyari9）
独裁軍事国家カゾルミアの少女。hinyari9が開発したゲームソフト『溶鉄のマルフーシャ』のキャラクター。
勤務先のパン屋で生地をこねていると、いつの間にか常世ノ塔のある世界におり、大切な妹のスネジンカのもとへ帰るべく、携帯していた銃を手にして塔の頂上を目指す。
シトロ（作者：Ramune）
とある南の島にある喫茶店の店員。
常世ノ塔を訪れた経緯は不明。
ネコ人間ユージン（作者：デスモフモフ）
ネコミミ少女。
いつもどおりの日常を過ごしていたところ、見覚えのない景色の中にいることに気づき、その先にある常世ノ塔に入る。
餅月ひまり
VTuber。選択画面での名前表記は「ひまり」。
自宅で動画を配信しようと照明の電源を入れると部屋の中が光で包まれ、気が付くと常世ノ塔の中に転移していた。動画の配信を待つファンの「子ウサギちゃん」たちのため、東京都文京区の自宅に戻ることを目指す。
アイオナとヴォーン（作者：Schippj）
アイオナは神聖な修道院に属する超能力僧で、ヴォーンはその額に宿る守護神。
仕える主人から常世ノ塔の頂上に求める物があると伝えられ、塔を登ることになる。
レア（作者：kuro）
ゴルゴン族の令嬢。
学校からの帰宅時に不思議な雰囲気の喫茶店を発見し、ドアを開けて中に入ると常世ノ塔に繋がっていた。振り返ると入口のドアが消えており、塔の出口を求めて内部を探索する。
図月つくる
VTuber。選択画面での名前表記は「つくる」。
ジャンク屋で購入した謎の部品の検証を行うために通電したところ光に包まれ、気が付くと常世ノ塔の中にいた。
RTAちゃん
RTA in Japanのマスコットキャラクター。
次回のRTA in Japan用の写真を撮影するためにスタジオへ向かう道中で、目の前に常世ノ塔が現れるとともにどこからかカウントダウンの声が聞こえ、急遽、登頂RTAがスタートする。

### 拠点のキャラクター
ヂト
竜のような尻尾が生えた少女。常世ノ塔の入り口で案内をしているほか、塔の拠点ではアドバイスを送り、エンディングにも登場する。
ケフィア
拠点でアイテムを提供する女性。終盤のボス戦の直前にも登場し、スコアの8分の1の減少と引き換えにHPを50回復させるミルクを提供する。

### ボスキャラクター
48Fのボスキャラクターは3体のうちの1体が選ばれ、日によって、または進むルートによって登場キャラクターが変化する。
碧き星雲の守護者
16Fのボス。飛行するマシンに搭乗した青髪の少女。
紅い恒星の破壊者
34Fのボス。飛行するマシンに搭乗した赤髪の少女。「碧き星雲の守護者」の姉。
大魔王・エルロア
48Fのボスの1人。魔王の姫。フルネームは「エルロア・ジ・クク」。操作キャラクターよりも巨大な姿で表示される。
なお、エルロアは『魔界フロンティア！』にも登場しているが、本作では元の作品よりも威厳のある態度をとる。また、操作キャラクターがココアの時には特別な会話が発生する。
しにぞこないのナナハ
48Fのボスの1人。人造人間の少女。別名「78番」。
暗い星のルゥラ
48Fのボスの1人。液体の入った大きな容器の中でコードに繋がれた少女。
Steamの早期アクセス版では2020年12月23日配信のVer0.2アップデートより追加された。
不可逆なる終焉・リィム
50Fのボス。背中に大きな翼が生えた少女。5人のプレイアブルキャラクター全てで48Fのボスを倒した後、49Fで提示される選択肢の一方を選ぶと真のボスとして登場する。
常世ノ塔を造り異世界のキャラクターを呼び寄せた張本人。ヂトとの因縁がある。
Steam版では正式版リリース時に実装された。

## 開発
「//commentout」はゲームクリエイターのさえばしの個人サークルで、2012年リリースの『まなでし！』、2014年リリースの『魔界フロンティア！』に続き、2016年より本作の開発を開始、2017年5月にファーストトレーラーが公開、2020年9月にはPLAYISMが発売元となることが発表され、同年11月7日にSteamの早期アクセス版がリリースされた。
さえばしは、開発開始当初の2016から2017年に『ローグ・レガシー』『Risk of Rain』『Enter the Gungeon』のようなローグライクゲームや『DARK SOULS』『Bloodborne』などのいわゆる「死にゲー」をプレイして影響を受けた。それらにのめり込んだ理由について、さえばしは、比較的手軽に達成感を得られることと失敗して悔しいと感じることの双方により「生きている」という実感を得られるからと語っている。
通常攻撃がなくスキルを発動して敵を攻撃するという本作のシステムは、C#言語によるプログラミングやUnityを使用する開発が初めてだったさえばしがゲームイベントの開催に間に合わせるために考案したもので、このバージョンをプレイした来場者から「新しい」と評価され、さえばしはこれを個性と感じるようになった。また、24時間でリセットされるスコアランキングシステムは、とあるゲーム用のバックエンドサービスを知って思い浮かんだアイデアをメディアの記者に話したところ「絶対面白くなる」と言われたことから実装し、毎日リセットされるゲームセンターのスコアランキングやフィーチャーフォン時代のソーシャルゲームにおける非同期の対戦システムなども意識している。
さえばしは2016年まで広告代理店に勤務しており、本作ではその時に培ったプロモーションのノウハウを生かし、知人が作ったゲームのキャラクターやYouTuberを起用したり著名なイラストレーターが手掛けたキャラクターをロード画面で表示したりする試みを行った。その結果、2020年の早期アクセス版のリリース時点ですでに反響があり、正式リリース時にはさらに反響が高まった。

## 評価
- TGS 2017 ゲームの電撃アワード インディー部門 ノミネート[34]
- TGS 2018 ゲームの電撃アワード インディー部門 ノミネート[35]
- 厦門国際アニメマンガフェスティバルゲームコンテスト2019 最優秀ゲームアプリ賞 受賞（『B&D』『Drill Man Rumble』と共同）[36]